# Friedrich Schuler von Libloy
Friedrich Schuler von Libloy (13. ledna 1827 Sibiň – 8. listopadu 1900 Vídeň) byl rakouský právník, vysokoškolský pedagog a politik německé národnosti ze Sedmihradska, v 60. letech 19. století poslanec rakouské Říšské rady, později rektor Černovické univerzity.

## Biografie
Pocházel ze starého sedmihradského rodu, který byl roku 1616 povýšen do šlechtického stavu. Jeho otec byl obchodníkem. Friedrich byl evangelického vyznání a dlouhodobě zastával post referenta evangelické vrchní konzistoře. Vystudoval na evangelickém gymnáziu v Sibini, pak studoval práva na právnické akademii v Sibini a na Vídeňské univerzitě a na Univerzitě ve Štýrském Hradci. Od roku 1851 byl činný jako pedagog na právnické akademii v Sibini, kde nahradil Josepha Andrease Zimmermanna. Nejprve tu byl od roku 1851 suplentem, od roku 1852 mimořádným a od roku 1857 řádným profesorem dějin německého a sedmihradského práva, saského práva, církevního práva a národohospodářství. Po provedení rakousko-uherského vyrovnání v roce 1867 začal význam sibiňské akademie klesat. Schuler proto přešel roku 1875 na Černovickou univerzitu coby profesor právních dějin. V letech 1875–1876, 1880–1884 a 1889–1890 byl děkanem právnické fakulty a v období let 1878-1879 a 1890–1891 rektorem této vysoké školy. Významně přispěl k poznání právních dějin Sedmihradska.
V roce 1868 zastával funkci člena Saské národní univerzity v Sedmihradsku (navzdory názvu nešlo o vzdělávací instituci, ale o samosprávnou a kulturní organizaci sedmihradských Němců Sasů). V letech 1868–1875 působil jako člen předsednictva živnostenského spolku v Sibini. Roku 1883 byl jmenován vládním radou, roku 1895 dvorním radou.
Počátkem 60. let se s obnovou ústavního systému vlády zapojil i do vysoké politiky. V zemských volbách byl zvolen na Sedmihradský zemský sněm. Zemským poslancem byl od roku 1863 do roku 1864. Působil také coby poslanec Říšské rady (celostátního parlamentu Rakouského císařství), kam ho delegoval Sedmihradský zemský sněm roku 1863 (Říšská rada tehdy ještě byla volena nepřímo, coby sbor delegátů zemských sněmů). 20. října 1863 složil slib, 12. listopadu 1864 opětovně složil slib. V době svého působení ve vídeňském parlamentu se uvádí jako Friedrich Schuler von Libloy, profesor práva v Sibini.
Zemřel v listopadu 1900.